# Ersilio Tonini
Ersilio Tonini (1914 – 2013) là một Hồng y người Italia của Giáo hội Công giáo Rôma. Ông từng đảm nhận vai trò Hồng y Đẳng Linh mục Nhà thờ SS. Redentore a Valmelaina, Tổng giám mục đô thành Tổng giáo phận Ravenna – Cervia (trước đó mang tên Tổng giáo phận Ravenna) trong suốt 15 năm, từ năm 1989 đến năm 1990.
Vốn là một giáo sĩ trong vai trò lãnh đạo giáo hội địa phương, ông từng đảm trách nhiều vai trò khác nhau trước khi tiến đến trở thành Tổng giám mục đô thành Ravenna–Cervia, như: giám mục chính tòa Giáo phận Macerata (1969 – 1975), giám mục chính tòa Giáo phận Tolentino (1969 – 1975), Giám quản Tông Tòa Giáo phận Cingoli (1969 – 1975), Tổng giám mục đô thành Tổng giáo phận Ravenna (1975 – 1986), Giám quản Tông Tòa Giáo phận Cervia (1975 – 1986). Song song với vai trò Tổng giám mục đô thành Ravenna – Cervia, ông còn đảm trách vai trò Giám quản Tông Tòa Giáo phận Rimini (1988 – 1989). Ông được vinh thăng Hồng y ngày 26 tháng 11 năm 1994, bởi Giáo hoàng Gioan Phaolô II.

## Tiểu sử
Hồng y Ersilio Tonini sinh ngày 20 tháng 7 năm 1914 tại Centovera di San Giorgio Piacentino, Italia. Sau quá trình tu học dài hạn tại các cơ sở chủng viện theo quy định của Giáo luật, ngày 18 tháng 4 năm 1937, Phó tế Tonini, 23 tuổi, tiến đến việc được truyền chức linh mục.
Sau 32 năm thi hành các công việc mục vụ với thẩm quyền và cương vị của một linh mục, ngày 28 tháng 4 năm 1969, Tòa Thánh loan tin Giáo hoàng đã quyết định tuyển chọn linh mục Ersilio Tonini, 55 tuổi, gia nhập Giám mục đoàn Công giáo Hoàn vũ, với vị trí được bổ nhiệm là giám mục chính tòa Giáo phận Macerata, giám mục chính tòa Giáo phận Tolentino và Giám quản Tông Tòa Giáo phận Cingoli. Lễ tấn phong cho vị giám mục tân cử được tổ chức sau đó vào ngày 2 tháng 7 cùng năm, với phần nghi thức chính yếu được cử hành cách trọng thể bởi 3 giáo sĩ cấp cao, gồm chủ phong là Tổng giám mục Umberto Malchiodi, Giám mục chính tòa Giáo phận Piacenza; hai vị giáo sĩ còn lại, với vai trò phụ phong, gồm có Tổng giám mục Agostino Casaroli, Tổng Thư ký Thánh bộ Các vấn đề Ngoại thường của Giáo hội và Giám mục Carlo Colombo, giám mục phụ tá Tổng giáo phận Milano. Tân giám mục chọn cho mình châm ngôn:IN FIDE VIVO FILII DEI.
Chỉ sau khoảng thời gian 6 năm làm giám mục, Giám mục Tonini được Tòa Thánh thăng Tổng giám mục, qua việc bổ nhiệm giám mục này làm Tổng giám mục đô thành Tổng giáo phận Ravenna e Cervia và Giám quản Tông Tòa Giáo phận Cervia. Thông báo về việc bổ nhiệm này được công bố cách rộng rãi vào ngày 22 tháng 11 năm 1975. Ngày 30 tháng 9 năm 1986, Tổng giáo phận Ravenna đổi tên thành Tổng giáo phận Ravenna–Cervia, danh hiệu chính thức của ông trở thành Tổng giám mục đô thành Tổng giáo phận Ravenna–Cervia.
Sau 15 năm đảm nhiệm cương vị Tổng giám mục, ngày 27 tháng 10 năm 1990, Tòa Thánh chấp thuận đơn xin hồi hưu của ông, vì lý do tuổi tác, theo Giáo luật.
Bằng việc tổ chức công nghị Hồng y năm 1994 được cử hành chính thức vào ngày 26 tháng 11, Giáo hoàng Gioan Phaolô II đưa ra quyết định vinh thăng Tổng giám mục Ersilio Tonini tước vị danh dự của Giáo hội Công giáo, Hồng y. Tân Hồng y thuộc Đẳng Hồng y Linh mục và Nhà thờ Hiệu tòa được chỉ định là Nhà thờ SS. Redentore a Valmelaina.
Ông qua đời sau đó vào ngày 28 tháng 7 năm 2013, thọ 99 tuổi.